# 霍普威爾 (阿肯色州克利本縣)
霍普威爾（英語：Hopewell）是位於美國阿肯色州克利本縣的一個非建制地區。該地的面積和人口皆未知。

## 地理
霍普威爾的座標為35°23′53″N 92°03′55″W / 35.39806°N 92.06528°W，而該地的平均海拔高度為273米（即896英尺）。